# Liste der Kreisstraßen im Kreis Olpe
Die Liste der Kreisstraßen im Kreis Olpe ist eine Auflistung der Kreisstraßen im Kreis Olpe, Nordrhein-Westfalen.

## Abkürzungen
- K: Kreisstraße
- L: Landesstraße

## Liste
Die Kreisstraßen behalten die ihnen zugewiesene Nummer innerhalb von Nordrhein-Westfalen auch bei einem Wechsel in einen anderen Kreis oder in eine kreisfreie Stadt. Nicht vorhandene bzw. nicht nachgewiesene Kreisstraßen werden in Kursivdruck gekennzeichnet, ebenso Straßen und Straßenabschnitte, die unabhängig vom Grund (Herabstufung zu einer Gemeindestraße oder Höherstufung) keine Kreisstraßen mehr sind.
Der Straßenverlauf wird in der Regel von Nord nach Süd und von West nach Ost angegeben.
| Nr.  | Verlauf |
| ---- | --- |
| K 1  | L 512 in Gerlingen – Elben – K 10 – K 12 – K 11 – Wenden – Ottfingen – K 2 – L 512 – Römershagen (– Abzweig nach Wildenburg Bahnhof – Landesgrenze – K 84 im Landkreis Altenkirchen (Westerwald), Rheinland-Pfalz) – Landesgrenze – ohne eine klassifizierte Straßenverbindung – Landesgrenze – (K 85 im Landkreis Altenkirchen (Westerwald), Rheinland-Pfalz) – Landesgrenze – (K 21 im Kreis Siegen-Wittgenstein) |
| K 2  | L 512 in Rothemühle – K 1 in Ottfingen |
| K 3  | L 697 in Attendorn – Waldenburg |
| K 4  | L 512 in Wendenerhütte – Hillmicke – Büchen – L 342 |
| K 5  | (K 5 im Märkischen Kreis) – Kreisgrenze – Hülschotten – Sange – L 853 in Heggen |
| K 6  | in Lütringhausen – Olpe – K 10 – |
| K 7  | L 539 in Heggen – Dünschede – Sankt Claas – L 880 – Wörde – in Grevenbrück |
| K 8  | K 36 – K 9 – in Hützemert |
| K 9  | K 8 – K 36 |
| K 10 | K 6 in Olpe – Thieringhausen – K 1 in Elben |
| K 11 | K 1 – K 12 – Schönau – Girkhausen bei Wenden – L 714 – Altenhof – L 564 in Hünsborn |
| K 12 | K 1 in Elben – K 11 – Schönau – Altenwenden |
| K 13 | L 512 in Sondern – Hitzendumicke – K 38 – Dumicke – K 16 – |
| K 14 | L 512 in Eichhagen – Stade – L 563 in Rhode |
| K 15 | L 708 in Germinghausen – K 16 – in Drolshagen |
| K 16 | K 15 in Germinghausen – K 13 – Frenkhausen – in Olpe |
| K 17 | L 697 in Helden – Repe – Bremge – Haardt bei Olpe – K 18 – L 563 |
| K 18 | K 17 in Haardt bei Olpe – Fahlenscheid – L 711 – Rahrbach – |
| K 19 | – Varste – Silberg – L 728 in Brachthausen |
| K 20 | L 715 – Hohe Bracht |
| K 21 | L 553 – Selbecke – Erlhof – Stelborn – Schwartmecke – Oberhundem – L 553 |
| K 22 | L 553 in Würdinghausen – Marmecke – Rinsecke – L 553 |
| K 23 | (K 23 im Hochsauerlandkreis) – Kreisgrenze – K 29 – Schliprüthen – Fehrenbracht – L 880 in Serkenrode |
| K 24 | (K 24 im Hochsauerlandkreis) – Kreisgrenze – K 29 |
| K 26 | in Störmecke – Milchenbach |
| K 27 | in Saalhausen – L 553 in Würdinghausen |
| K 28 | L 687 in Rönkhausen – Glinge – K 29 |
| K 29 | K 23 – K 24 – Weuspert – Faulebutter – K 28 – K 30 in Schönholthausen |
| K 30 | L 737 in Müllen – Schönholthausen – K 29 – Ostentrop – L 737 in Fretter |
| K 32 | L 697 – Burg Schnellenberg |
| K 35 | (K 35 im Märkischen Kreis) – Kreisgrenze – L 539 |
| K 36 | (K 36 im Oberbergischen Kreis) – Kreisgrenze – Lüdespert – – L 869 – Bleche – – Wegeringhausen – Kreisgrenze – (K 36 im Oberbergischen Kreis) – Kreisgrenze – K 8 – Kreisgrenze – (K 36 im Oberbergischen Kreis) – Kreisgrenze – Benolpe – K 37 – K 9 – Drolshagen – Berlinghausen – L 351 – L 512 in Olpe |
| K 37 | K 36 in Benolpe – L 351 in Husten |
| K 38 | L 512 – K 13 in Hitzendumicke |

## Quelle
- Landesvermessungsamt Nordrhein-Westfalen, Kreiskarte Nr. 14: Kreis Olpe